# Convocazioni per la Coppa d'Asia 2011
Elenco dei giocatori convocati da ciascuna Nazionale partecipante alla Coppa d'Asia 2011.
L'età dei giocatori riportata è relativa al 7 gennaio 2011, data di inizio della manifestazione, il numero di presenze include tutte le gare precedenti l'inizio del torneo.

## Gruppo A

### Qatar
Commissario tecnico:  Bruno Metsu
| N. | Pos. | Giocatore             | Data nascita (età)          | Pres. | Squadra     |
| -- | ---- | --------------------- | --------------------------- | ----- | ----------- |
| 1  | P    | Qasem Burhan          | 15 dicembre 1985 (25 anni)  | 17    | Al-Gharrafa |
| 2  | D    | Hamid Ismail          | 12 settembre 1987 (23 anni) | 9     | Al-Rayyan   |
| 3  | D    | Mohammed Kasola       | 13 agosto 1986 (24 anni)    | 10    | Al-Sadd     |
| 4  | C    | Lawrence Quaye        | 22 agosto 1984 (26 anni)    | 6     | Al-Gharrafa |
| 5  | C    | Hassan Al Haidos      | 12 dicembre 1990 (20 anni)  | 5     | Al-Sadd     |
| 6  | D    | Bilal Mohammed (c)    | 2 giugno 1986 (24 anni)     | 56    | Al-Gharrafa |
| 7  | C    | Wesam Rizik           | 25 febbraio 1981 (29 anni)  | 38    | Al-Sadd     |
| 8  | D    | Mesaad Al-Hamad       | 11 febbraio 1986 (24 anni)  | 31    | Al-Sadd     |
| 9  | A    | Jaralla Al Marri      | 3 aprile 1988 (22 anni)     | 6     | Al-Rayyan   |
| 10 | C    | Hussein Yasser        | 19 gennaio 1984 (26 anni)   | 15    | Zamalek     |
| 11 | C    | Fábio César Montezine | 24 febbraio 1979 (31 anni)  | 22    | Al-Rayyan   |
| 12 | A    | Yusef Ahmed           | 14 ottobre 1988 (22 anni)   | 15    | Al-Sadd     |
| 13 | D    | Ibrahim Majid         | 12 maggio 1990 (20 anni)    | 31    | Al-Sadd     |
| 14 | C    | Khalfan Ibrahim       | 18 febbraio 1988 (22 anni)  | 28    | Al-Sadd     |
| 15 | C    | Talal Al-Bloushi      | 22 maggio 1986 (24 anni)    | 39    | Al-Sadd     |
| 16 | A    | Mohammed Al-Sayed     | 1º gennaio 1987 (24 anni)   | 5     | Umm-Salal   |
| 17 | C    | Abdulaziz Al Sulaiti  | 11 giugno 1988 (22 anni)    | 0     | Al-Arabi    |
| 18 | D    | Ibrahim Al-Ghanim     | 27 giugno 1983 (27 anni)    | 45    | Al-Gharrafa |
| 19 | C    | Khalid Muftah         | 2 luglio 1992 (18 anni)     | 2     | Lekhwiya    |
| 20 | A    | Ali Afif              | 10 aprile 1987 (23 anni)    | 26    | Al-Sadd     |
| 21 | P    | Mohammed Mubarak      | 11 agosto 1984 (26 anni)    | 2     | Qatar SC    |
| 22 | P    | Saad Al Sheeb         | 19 febbraio 1990 (20 anni)  | 3     | Al-Sadd     |
| 23 | A    | Sebastián Soria       | 8 novembre 1983 (27 anni)   | 46    | Qatar SC    |

### Uzbekistan
Commissario tecnico:  Vadim Abramov
| N. | Pos. | Giocatore           | Data nascita (età)         | Pres. | Squadra               |
| -- | ---- | ------------------- | -------------------------- | ----- | --------------------- |
| 1  | P    | Temur Juraev        | 12 maggio 1984 (26 anni)   | 9     | Pakhtakor Tashkent    |
| 2  | A    | Ulugbek Bakayev     | 28 novembre 1978 (32 anni) | 29    | Tobol                 |
| 3  | D    | Shavkat Mullajanov  | 19 gennaio 1986 (24 anni)  | 4     | Olmaliq               |
| 4  | D    | Anzur Ismailov      | 21 aprile 1985 (25 anni)   | 27    | Bunyodkor             |
| 5  | D    | Aziz Ibrahimov      | 21 luglio 1986 (24 anni)   | 15    | Bohemians             |
| 6  | D    | Sakhob Juraev       | 19 gennaio 1987 (23 anni)  | 14    | Bunyodkor             |
| 7  | C    | Aziz Haydarov       | 8 luglio 1985 (25 anni)    | 26    | Bunyodkor             |
| 8  | C    | Server Djeparov (c) | 3 ottobre 1982 (28 anni)   | 66    | FC Seoul              |
| 9  | C    | Odil Ahmedov        | 25 novembre 1987 (23 anni) | 33    | Pakhtakor Tashkent    |
| 10 | C    | Shavkat Salomov     | 13 novembre 1985 (25 anni) | 5     | Nasaf Qarshi          |
| 11 | C    | Marat Bikmaev       | 1º gennaio 1986 (25 anni)  | 22    | Alania Vladikavkaz    |
| 12 | P    | Ignatiy Nesterov    | 20 giugno 1983 (27 anni)   | 50    | Bunyodkor             |
| 13 | A    | Olim Navkarov       | 3 marzo 1983 (27 anni)     | 7     | Qizilqum Zarafshon    |
| 14 | C    | Stanislav Andreev   | 6 maggio 1988 (22 anni)    | 9     | Pakhtakor Tashkent    |
| 15 | A    | Alexander Geynrikh  | 6 ottobre 1984 (26 anni)   | 55    | Pakhtakor Tashkent    |
| 16 | A    | Maksim Shatskikh    | 30 agosto 1978 (32 anni)   | 52    | Arsenal Kiev          |
| 17 | C    | Sanjar Tursunov     | 29 dicembre 1986 (24 anni) | 2     | Volga Nizhny Novgorod |
| 18 | C    | Timur Kapadze       | 5 settembre 1981 (29 anni) | 74    | Bunyodkor             |
| 19 | C    | Jasur Hasanov       | 2 agosto 1983 (27 anni)    | 18    | Lekhwiya              |
| 20 | D    | Farrukh Nurliboev   | 6 gennaio 1991 (20 anni)   | 1     | Olmaliq               |
| 21 | P    | Murod Zukhurov      | 23 febbraio 1983 (27 anni) | 1     | Nasaf Qarshi          |
| 22 | D    | Viktor Karpenko     | 7 settembre 1977 (33 anni) | 45    | Bunyodkor             |
| 23 | C    | Vagiz Galiulin      | 10 ottobre 1987 (23 anni)  | 7     | Sibir Novosibirsk     |

### Kuwait
Commissario tecnico:  Goran Tufegdžić
| N. | Pos. | Giocatore             | Data nascita (età)          | Pres. | Squadra     |
| -- | ---- | --------------------- | --------------------------- | ----- | ----------- |
| 1  | P    | Khalid Al-Rashidi     | 20 aprile 1987 (23 anni)    | 0     | Al-Arabi    |
| 2  | D    | Yaqoub Al Taher       | 27 ottobre 1983 (27 anni)   | 46    | Al-Ettifaq  |
| 3  | D    | Fahad Awadh           | 26 febbraio 1985 (25 anni)  | 26    | Al-Kuwait   |
| 4  | D    | Hussain Fadel         | 10 settembre 1984 (26 anni) | 36    | Al-Qadisiya |
| 5  | C    | Ahmad Ajab            | 13 maggio 1984 (26 anni)    | 26    | Al-Qadisiya |
| 6  | D    | Amer Al Fadhel        | 21 aprile 1988 (22 anni)    | 14    | Al-Qadisiya |
| 7  | C    | Fahad Al Enezi        | 1º settembre 1988 (22 anni) | 16    | Kazma       |
| 8  | C    | Saleh Al Sheikh       | 29 maggio 1982 (28 anni)    | 31    | Al-Qadisiya |
| 9  | D    | Ali Maqseed           | 11 dicembre 1986 (24 anni)  | 12    | Al-Arabi    |
| 10 | A    | Khaled Khalaf         | 15 agosto 1983 (27 anni)    | 30    | Al-Arabi    |
| 11 | C    | Fahad Al Ansari       | 25 febbraio 1987 (23 anni)  | 21    | Al-Qadisiya |
| 12 | A    | Abdullah Al Shamali   | 12 dicembre 1986 (24 anni)  | 5     | Al-Shabab   |
| 13 | D    | Musaed Neda           | 8 luglio 1983 (27 anni)     | 68    | Al-Qadisiya |
| 14 | C    | Talal Al Amer         | 22 febbraio 1987 (23 anni)  | 21    | Al-Qadisiya |
| 15 | C    | Waleed Ali            | 3 novembre 1980 (30 anni)   | 68    | Al-Kuwait   |
| 16 | A    | Hamad Al Enezi        | 10 maggio 1986 (24 anni)    | 22    | Al-Qadisiya |
| 17 | A    | Bader Al-Mutwa        | 10 gennaio 1985 (25 anni)   | 102   | Al-Qadisiya |
| 18 | C    | Jarah Al Ateeqi       | 15 ottobre 1981 (29 anni)   | 48    | Al-Kuwait   |
| 19 | D    | Ahmed Saad Al Rashidi | 16 agosto 1983 (27 anni)    | 8     | Al-Arabi    |
| 20 | A    | Yousef Nasser         | 9 ottobre 1990 (20 anni)    | 18    | Kazma       |
| 21 | C    | Abdulaziz Al Misha'an | 19 ottobre 1988 (22 anni)   | 11    | Al-Qadisiya |
| 22 | P    | Nawaf Al Khaldi (c)   | 25 maggio 1981 (29 anni)    | 45    | Al-Qadisiya |
| 23 | P    | Hameed Youssef        | 10 agosto 1987 (23 anni)    | 3     | Al-Salmiya  |

### Cina
Commissario tecnico:  Gao Hongbo
| N. | Pos. | Giocatore      | Data nascita (età)          | Pres. | Squadra              |
| -- | ---- | -------------- | --------------------------- | ----- | -------------------- |
| 1  | P    | Yang Zhi       | 6 giugno 1983 (27 anni)     | 21    | Beijing Guoan        |
| 2  | D    | Li Xuepeng     | 18 settembre 1988 (22 anni) | 3     | Dalian Shide         |
| 3  | D    | Wang Qiang     | 23 luglio 1984 (26 anni)    | 12    | Changsha Ginde       |
| 4  | D    | Zhao Peng      | 20 giugno 1983 (27 anni)    | 20    | Henan Construction   |
| 5  | D    | Du Wei (c)     | 9 febbraio 1982 (28 anni)   | 54    | Hangzhou Greentown   |
| 6  | C    | Zhou Haibin    | 19 luglio 1985 (25 anni)    | 42    | Shandong Luneng      |
| 7  | C    | Zhao Xuri      | 3 dicembre 1985 (25 anni)   | 39    | Shaanxi Zhongjian    |
| 8  | C    | Hao Junmin     | 24 marzo 1987 (23 anni)     | 30    | Schalke 04           |
| 9  | A    | Yang Xu        | 12 febbraio 1987 (23 anni)  | 8     | Liaoning Whowin      |
| 10 | C    | Deng Zhuoxiang | 24 ottobre 1988 (22 anni)   | 20    | Shandong Luneng      |
| 11 | A    | Qu Bo          | 15 luglio 1981 (29 anni)    | 66    | Shaanxi Zhongjian    |
| 12 | P    | Guan Zhen      | 6 febbraio 1985 (25 anni)   | 1     | Jiangsu Sainty       |
| 13 | D    | Liu Jianye     | 17 giugno 1987 (23 anni)    | 12    | Jiangsu Sainty       |
| 14 | C    | Wang Song      | 12 ottobre 1983 (27 anni)   | 7     | Hangzhou Greentown   |
| 15 | C    | Yu Tao         | 15 ottobre 1981 (29 anni)   | 8     | Shanghai Shenhua     |
| 16 | C    | Huang Bowen    | 13 luglio 1987 (23 anni)    | 15    | Beijing Guoan        |
| 17 | D    | Zhang Linpeng  | 9 maggio 1989 (21 anni)     | 14    | Guangzhou Evergrande |
| 18 | A    | Gao Lin        | 14 febbraio 1986 (24 anni)  | 41    | Guangzhou Evergrande |
| 19 | C    | Yang Hao       | 19 agosto 1983 (27 anni)    | 22    | Beijing Guoan        |
| 20 | D    | Rong Hao       | 7 aprile 1987 (23 anni)     | 26    | Hangzhou Greentown   |
| 21 | C    | Yu Hai         | 4 giugno 1987 (23 anni)     | 19    | Shaanxi Zhongjian    |
| 22 | P    | Zeng Cheng     | 8 gennaio 1987 (23 anni)    | 9     | Henan Construction   |
| 23 | D    | Li Jianbin     | 19 gennaio 1989 (21 anni)   | 0     | Chengdu Blades       |

## Gruppo B

### Giappone
Commissario tecnico:  Alberto Zaccheroni
| N. | Pos. | Giocatore         | Data nascita (età)          | Pres. | Squadra             |
| -- | ---- | ----------------- | --------------------------- | ----- | ------------------- |
| 1  | P    | Eiji Kawashima    | 20 marzo 1983 (27 anni)     | 16    | Lierse              |
| 2  | D    | Masahiko Inoha    | 28 agosto 1985 (25 anni)    | 0     | Kashima Antlers     |
| 3  | D    | Daiki Iwamasa     | 30 gennaio 1982 (28 anni)   | 4     | Kashima Antlers     |
| 4  | D    | Yasuyuki Konno    | 25 gennaio 1983 (27 anni)   | 40    | FC Tokyo            |
| 5  | D    | Yūto Nagatomo     | 12 settembre 1986 (24 anni) | 34    | Cesena              |
| 6  | D    | Atsuto Uchida     | 27 marzo 1988 (22 anni)     | 34    | Schalke 04          |
| 7  | C    | Yasuhito Endō     | 28 gennaio 1980 (30 anni)   | 100   | Gamba Osaka         |
| 8  | C    | Daisuke Matsui    | 11 maggio 1981 (29 anni)    | 29    | Tom Tomsk           |
| 9  | A    | Shinji Okazaki    | 16 aprile 1986 (24 anni)    | 35    | Shimizu S-Pulse     |
| 10 | C    | Shinji Kagawa     | 17 marzo 1989 (21 anni)     | 17    | Borussia Dortmund   |
| 11 | A    | Ryōichi Maeda     | 9 ottobre 1981 (29 anni)    | 7     | Júbilo Iwata        |
| 12 | D    | Ryōta Moriwaki    | 6 aprile 1986 (24 anni)     | 0     | Sanfrecce Hiroshima |
| 13 | C    | Hajime Hosogai    | 10 giugno 1986 (24 anni)    | 3     | Augusta             |
| 14 | C    | Jungo Fujimoto    | 24 marzo 1984 (26 anni)     | 6     | Shimizu S-Pulse     |
| 15 | C    | Takuya Honda      | 17 aprile 1985 (25 anni)    | 0     | Shimizu S-Pulse     |
| 16 | C    | Yōsuke Kashiwagi  | 15 dicembre 1987 (23 anni)  | 1     | Urawa Red Diamonds  |
| 17 | C    | Makoto Hasebe (c) | 18 gennaio 1984 (26 anni)   | 37    | Wolfsburg           |
| 18 | C    | Keisuke Honda     | 13 giugno 1986 (24 anni)    | 23    | CSKA Mosca          |
| 19 | A    | Tadanari Lee      | 19 dicembre 1985 (25 anni)  | 0     | Sanfrecce Hiroshima |
| 20 | D    | Mitsuru Nagata    | 6 aprile 1983 (27 anni)     | 1     | Urawa Red Diamonds  |
| 21 | P    | Shūsaku Nishikawa | 18 giugno 1986 (24 anni)    | 3     | Sanfrecce Hiroshima |
| 22 | D    | Maya Yoshida      | 24 agosto 1988 (22 anni)    | 1     | VVV-Venlo           |
| 23 | P    | Shūichi Gonda     | 3 marzo 1989 (21 anni)      | 1     | FC Tokyo            |

### Giordania
Commissario tecnico:  Adnan Hamad
| N. | Pos. | Giocatore           | Data nascita (età)          | Pres. | Squadra         |
| -- | ---- | ------------------- | --------------------------- | ----- | --------------- |
| 1  | P    | Amer Shafia         | 14 febbraio 1982 (28 anni)  | 65    | Al-Wihdat       |
| 2  | D    | Mohammad Muneer     | 17 aprile 1982 (28 anni)    | 11    | Tishreen        |
| 3  | D    | Suleiman Al-Salman  | 27 giugno 1987 (23 anni)    | 23    | Al Ramtha       |
| 4  | C    | Baha'a Abdul-Rahman | 5 gennaio 1987 (24 anni)    | 26    | Al-Faisaly      |
| 5  | D    | Mohammad Al-Dmeiri  | 30 agosto 1987 (23 anni)    | 3     | Al-Wihdat       |
| 6  | C    | Saeed Murjan        | 10 febbraio 1990 (20 anni)  | 3     | Al-Arabi        |
| 7  | C    | Amer Deeb           | 4 febbraio 1980 (30 anni)   | 64    | Al-Wihdat       |
| 8  | D    | Bashar Bani Yaseen  | 1º giugno 1977 (33 anni)    | 62    | Al-Jazeera      |
| 9  | A    | Odai Al-Saify       | 26 aprile 1986 (24 anni)    | 32    | Alki Larnaca    |
| 10 | A    | Mo'ayyad Abu Keshek | 16 giugno 1983 (27 anni)    | 39    | Al-Faisaly      |
| 11 | C    | Ra'ed Al-Nawateer   | 5 maggio 1988 (22 anni)     | 6     | Al-Jazeera      |
| 12 | P    | Lo'ay Al-Amaireh    | 30 novembre 1977 (33 anni)  | 19    | Al-Faisaly      |
| 13 | A    | Hamza Dardour       | 12 maggio 1991 (19 anni)    | 1     | Al Ramtha       |
| 14 | A    | Abdullah Deeb       | 3 marzo 1987 (23 anni)      | 37    | Shabab Al-Ordon |
| 15 | D    | Shadi Abu Hash'hash | 20 gennaio 1981 (29 anni)   | 9     | Al-Taawon       |
| 16 | D    | Basem Fat'hi        | 1º settembre 1982 (28 anni) | 33    | Al-Wihdat       |
| 17 | D    | Hatem Aqel (c)      | 21 giugno 1978 (32 anni)    | 73    | Al-Raed         |
| 18 | C    | Hassan Abdel Fattah | 17 agosto 1982 (28 anni)    | 45    | Al-Wihdat       |
| 19 | D    | Anas Bani Yaseen    | 29 novembre 1988 (22 anni)  | 13    | Najran          |
| 20 | C    | Alaa' Al-Bashir     | 21 aprile 1988 (22 anni)    | 6     | Shabab Al-Ordon |
| 21 | C    | Ahmed Abdul-Haleem  | 14 settembre 1986 (24 anni) | 37    | Al-Wihdat       |
| 22 | P    | Moataz Yaseen       | 3 novembre 1982 (28 anni)   | 2     | Shabab Al-Ordon |
| 23 | A    | Anas Hajji          | 13 luglio 1988 (22 anni)    | 1     | Al-Faisaly      |

### Arabia Saudita
Commissario tecnico:  José Peseiro (sostituito dopo la prima partita),  Nasser Al-Johar
| N. | Pos. | Giocatore             | Data nascita (età)         | Pres. | Squadra    |
| -- | ---- | --------------------- | -------------------------- | ----- | ---------- |
| 1  | P    | Waleed Abdullah       | 19 aprile 1986 (24 anni)   | 34    | Al-Shabab  |
| 2  | D    | Abdullah Shuhail      | 22 gennaio 1985 (25 anni)  | 28    | Al-Shabab  |
| 3  | D    | Osama Hawsawi         | 31 marzo 1984 (26 anni)    | 54    | Al-Hilal   |
| 4  | D    | Hamad Al-Montashari   | 22 giugno 1982 (28 anni)   | 54    | Al-Ittihad |
| 5  | D    | Osama Al-Muwallad     | 16 maggio 1984 (26 anni)   | 38    | Al-Ittihad |
| 6  | C    | Ahmed Otaif           | 14 aprile 1985 (25 anni)   | 30    | Al-Shabab  |
| 7  | D    | Kamel Al-Mousa        | 29 agosto 1982 (28 anni)   | 12    | Al-Ahli    |
| 8  | C    | Manaf Abushgeer       | 5 febbraio 1980 (30 anni)  | 4     | Al-Ittihad |
| 9  | A    | Naif Hazazi           | 11 gennaio 1989 (21 anni)  | 14    | Al-Ittihad |
| 10 | C    | Mohammad Al-Shalhoub  | 8 dicembre 1980 (30 anni)  | 68    | Al-Hilal   |
| 11 | A    | Nasser Al-Shamrani    | 23 novembre 1983 (27 anni) | 28    | Al-Shabab  |
| 12 | D    | Mishaal Al-Saeed      | 18 luglio 1983 (27 anni)   | 6     | Al-Ittihad |
| 13 | C    | Moataz Al-Musa        | 6 agosto 1987 (23 anni)    | 1     | Al-Ahli    |
| 14 | C    | Saud Kariri           | 8 giugno 1980 (30 anni)    | 46    | Al-Ittihad |
| 15 | C    | Abdoh Otaif           | 2 aprile 1984 (26 anni)    | 50    | Al-Shabab  |
| 16 | C    | Abdullaziz Al-Dosari  | 11 ottobre 1989 (21 anni)  | 6     | Al-Hilal   |
| 17 | C    | Taisir Al-Jassim      | 25 luglio 1984 (26 anni)   | 52    | Al-Ahli    |
| 18 | A    | Nawaf Al Abed         | 26 gennaio 1990 (20 anni)  | 6     | Al-Hilal   |
| 19 | C    | Mohammad Massad       | 17 febbraio 1983 (27 anni) | 0     | Al-Ahli    |
| 20 | A    | Yasser Al-Qahtani (c) | 10 ottobre 1982 (28 anni)  | 92    | Al Hilal   |
| 21 | P    | Mabrouk Zaid          | 2 novembre 1979 (31 anni)  | 36    | Al-Ittihad |
| 22 | P    | Hussain Shae'an       | 1º gennaio 1988 (23 anni)  | 0     | Al-Shabab  |
| 23 | A    | Mohannad Asseri       | 8 gennaio 1989 (21 anni)   | 16    | Al-Wahda   |

### Siria
Commissario tecnico:  Valeriu Tiţa
| N. | Pos. | Giocatore             | Data nascita (età)          | Pres. | Squadra     |
| -- | ---- | --------------------- | --------------------------- | ----- | ----------- |
| 1  | P    | Mosab Balhous         | 5 ottobre 1983 (27 anni)    | 72    | Al-Karamah  |
| 2  | D    | Belal Abduldaim       | 1º gennaio 1983 (28 anni)   | 24    | Al-Karamah  |
| 3  | D    | Ali Diab              | 23 maggio 1982 (28 anni)    | 80    | Al-Shorta   |
| 4  | D    | Jehad Al Baour        | 1º gennaio 1987 (24 anni)   | 2     | Al-Jaish    |
| 5  | C    | Feras Esmaeel         | 3 gennaio 1983 (28 anni)    | 70    | Al-Jaish    |
| 6  | C    | Jehad Al Hussain      | 30 luglio 1982 (28 anni)    | 72    | Al-Qadisiya |
| 7  | C    | Abdelrazaq Al Hussain | 15 settembre 1986 (24 anni) | 33    | Al-Karamah  |
| 8  | C    | Taha Dyab             | 23 luglio 1990 (20 anni)    | 2     | Al-Ittihad  |
| 9  | C    | Qusay Habib           | 15 aprile 1987 (23 anni)    | 5     | Al-Shorta   |
| 10 | A    | Firas Al Khatib (c)   | 9 giugno 1983 (27 anni)     | 49    | Al-Qadisiya |
| 11 | C    | Adel Abdullah         | 12 gennaio 1984 (26 anni)   | 29    | Al-Karamah  |
| 12 | A    | Mohamed Al Zeno       | 5 febbraio 1983 (27 anni)   | 45    | Al-Karamah  |
| 13 | D    | Nadim Sabagh          | 1º gennaio 1985 (26 anni)   | 5     | Al-Jaish    |
| 14 | C    | Wael Ayan             | 9 aprile 1985 (25 anni)     | 43    | Al-Faisaly  |
| 15 | D    | Ahmad Al Salih        | 20 maggio 1990 (20 anni)    | 0     | Al-Jaish    |
| 16 | P    | Radwan Al Azhar       | 12 maggio 1979 (31 anni)    | 25    | Al-Majd     |
| 17 | D    | Abdulkader Dakka      | 10 gennaio 1985 (25 anni)   | 37    | Al-Ittihad  |
| 18 | A    | Abdul Fattah Al Agha  | 1º agosto 1984 (26 anni)    | 32    | Wadi Degla  |
| 19 | A    | Senharib Malki        | 1º marzo 1984 (26 anni)     | 7     | Lokeren     |
| 20 | C    | Louay Chanko          | 29 novembre 1979 (31 anni)  | 7     | Aalborg     |
| 21 | D    | Bwrhan Sahyouni       | 7 aprile 1986 (24 anni)     | 9     | Al-Jaish    |
| 22 | P    | Adnan Al Hafez        | 23 aprile 1984 (26 anni)    | 3     | Al-Wahda    |
| 23 | C    | Samer Awad            | 9 febbraio 1982 (28 anni)   | 11    | Al-Majd     |

## Gruppo C

### Corea del Sud
Commissario tecnico:  Cho Kwang-Rae
| N. | Pos. | Giocatore        | Data nascita (età)         | Pres. | Squadra               |
| -- | ---- | ---------------- | -------------------------- | ----- | --------------------- |
| 1  | P    | Jung Sung-ryong  | 4 gennaio 1985 (26 anni)   | 24    | Suwon Bluewings       |
| 2  | D    | Choi Hyo-Jin     | 18 agosto 1983 (27 anni)   | 10    | Sangju Sangmu Phoenix |
| 3  | D    | Hwang Jae-Won    | 13 aprile 1981 (29 anni)   | 4     | Suwon Bluewings       |
| 4  | D    | Cho Yong-Hyung   | 3 novembre 1983 (27 anni)  | 39    | Al-Rayyan             |
| 5  | D    | Kwak Tae-Hwi     | 8 luglio 1981 (29 anni)    | 16    | Kyoto Sanga           |
| 6  | C    | Lee Yong-Rae     | 17 aprile 1986 (24 anni)   | 1     | Suwon Bluewings       |
| 7  | C    | Park Ji-sung (c) | 25 febbraio 1981 (29 anni) | 95    | Manchester Utd        |
| 8  | C    | Yoon Bit-Garam   | 7 maggio 1990 (20 anni)    | 3     | Gyeongnam             |
| 9  | A    | Yoo Byung-Soo    | 26 marzo 1988 (22 anni)    | 2     | Incheon United        |
| 10 | A    | Ji Dong-Won      | 28 maggio 1991 (19 anni)   | 1     | Chunnam Dragons       |
| 11 | C    | Son Heung-Min    | 8 luglio 1992 (18 anni)    | 1     | Amburgo               |
| 12 | D    | Lee Young-Pyo    | 23 aprile 1977 (33 anni)   | 121   | Al-Hilal              |
| 13 | C    | Koo Ja-Cheol     | 27 febbraio 1989 (21 anni) | 10    | Jeju United           |
| 14 | D    | Lee Jung-Soo     | 8 gennaio 1980 (30 anni)   | 33    | Al-Sadd               |
| 15 | D    | Hong Jeong-Ho    | 12 agosto 1989 (21 anni)   | 3     | Jeju United           |
| 16 | C    | Ki Sung-Yueng    | 24 gennaio 1989 (21 anni)  | 30    | Celtic                |
| 17 | C    | Lee Chung-Yong   | 2 luglio 1988 (22 anni)    | 31    | Bolton Wanderers      |
| 18 | C    | Kim Bo-Kyung     | 6 ottobre 1989 (21 anni)   | 8     | Cerezo Osaka          |
| 19 | C    | Yeom Ki-Hun      | 30 marzo 1983 (27 anni)    | 39    | Suwon Bluewings       |
| 20 | A    | Kim Shin-Wook    | 14 aprile 1988 (22 anni)   | 3     | Ulsan Hyundai         |
| 21 | P    | Kim Yong-Dae     | 11 ottobre 1979 (31 anni)  | 21    | FC Seoul              |
| 22 | D    | Cha Du-Ri        | 25 luglio 1980 (30 anni)   | 52    | Celtic                |
| 23 | P    | Kim Jin-Hyeon    | 6 luglio 1987 (23 anni)    | 0     | Cerezo Osaka          |

### Australia
Commissario tecnico:  Holger Osieck
| N. | Pos. | Giocatore          | Data nascita (età)          | Pres. | Squadra               |
| -- | ---- | ------------------ | --------------------------- | ----- | --------------------- |
| 1  | P    | Mark Schwarzer     | 6 ottobre 1972 (38 anni)    | 82    | Fulham                |
| 2  | D    | Lucas Neill (c)    | 9 marzo 1978 (32 anni)      | 63    | Galatasaray           |
| 3  | D    | David Carney       | 30 novembre 1983 (27 anni)  | 32    | Blackpool             |
| 4  | C    | Tim Cahill         | 6 dicembre 1979 (31 anni)   | 46    | Everton               |
| 5  | C    | Jason Čulina       | 5 agosto 1980 (30 anni)     | 56    | Gold Coast United     |
| 6  | D    | Saša Ognenovski    | 3 aprile 1979 (31 anni)     | 1     | Seongnam Ilhwa Chunma |
| 7  | C    | Brett Emerton      | 22 febbraio 1979 (31 anni)  | 78    | Blackburn Rovers      |
| 8  | D    | Luke Wilkshire     | 2 ottobre 1981 (29 anni)    | 50    | Dynamo Moscow         |
| 9  | A    | Scott McDonald     | 21 agosto 1983 (27 anni)    | 20    | Middlesbrough         |
| 10 | C    | Harry Kewell       | 22 settembre 1978 (32 anni) | 47    | Galatasaray           |
| 11 | A    | Nathan Burns       | 7 maggio 1988 (22 anni)     | 4     | AEK Atene             |
| 12 | P    | Nathan Coe         | 1º giugno 1984 (26 anni)    | 0     | SønderjyskE           |
| 13 | D    | Jade North         | 7 gennaio 1982 (29 anni)    | 31    | Wellington Phoenix    |
| 14 | C    | Brett Holman       | 27 marzo 1984 (26 anni)     | 38    | AZ                    |
| 15 | C    | Mile Jedinak       | 3 agosto 1984 (26 anni)     | 16    | Gençlerbirliği        |
| 16 | C    | Carl Valeri        | 14 agosto 1984 (26 anni)    | 29    | Sassuolo              |
| 17 | C    | Matt McKay         | 11 gennaio 1983 (27 anni)   | 6     | Brisbane Roar         |
| 18 | P    | Brad Jones         | 19 marzo 1982 (28 anni)     | 2     | Liverpool             |
| 19 | C    | Thomas Oar         | 10 dicembre 1991 (19 anni)  | 3     | Utrecht               |
| 20 | D    | Matthew Špiranović | 27 giugno 1988 (22 anni)    | 5     | Urawa Red Diamonds    |
| 21 | D    | Jonathan McKain    | 21 settembre 1982 (28 anni) | 14    | Al-Nasr               |
| 22 | C    | Neil Kilkenny      | 19 dicembre 1985 (25 anni)  | 2     | Leeds Utd             |
| 23 | A    | Robbie Kruse       | 5 ottobre 1988 (22 anni)    | 0     | Melbourne Victory     |

### Bahrein
Commissario tecnico:  Salman Sharida
| N. | Pos. | Giocatore            | Data nascita (età)         | Pres. | Squadra          |
| -- | ---- | -------------------- | -------------------------- | ----- | ---------------- |
| 1  | P    | Mahmood Mansoor      | 1º giugno 1980 (30 anni)   | 0     | Al-Muharraq      |
| 2  | D    | Rashed Al Hooti      | 24 dicembre 1989 (21 anni) | 6     | East Riffa       |
| 3  | D    | Abdulla Al Marzooqi  | 12 dicembre 1980 (30 anni) | 67    | Al-Sailiya       |
| 4  | C    | Abdulla Baba Fatadi  | 2 novembre 1985 (25 anni)  | 27    | Al-Ittihad Kalba |
| 5  | D    | Saleh Abdulhameed    | 4 agosto 1982 (28 anni)    | 5     | Al-Najma         |
| 6  | D    | Abbas Ayyad          | 11 maggio 1987 (23 anni)   | 13    | Al-Ahli          |
| 7  | C    | Hamad Rakea Al Anezi | 22 aprile 1984 (26 anni)   | 17    | Riffa            |
| 8  | A    | Jaycee Okwunwanne    | 8 ottobre 1985 (25 anni)   | 43    | Eskişehirspor    |
| 9  | C    | Abdulwahab Al Malood | 7 giugno 1990 (20 anni)    | 2     | Al-Muharraq      |
| 10 | C    | Waleed Al Hayam      | 4 novembre 1988 (22 anni)  | 10    | Al-Muharraq      |
| 11 | A    | Ismaeel Abdullatif   | 5 settembre 1986 (24 anni) | 55    | Riffa            |
| 12 | C    | Faouzi Mubarak Aaish | 27 febbraio 1985 (25 anni) | 50    | Al-Sailiya       |
| 13 | C    | Mahmood Abdulrahman  | 22 novembre 1984 (26 anni) | 34    | Al-Shamal        |
| 14 | C    | Salman Isa (c)       | 12 luglio 1977 (33 anni)   | 101   | Al-Arabi         |
| 15 | C    | Abdullah Omar        | 1º gennaio 1987 (24 anni)  | 35    | Neuchâtel Xamax  |
| 16 | D    | Dawood Saad          | 6 dicembre 1982 (28 anni)  | 4     | Riffa            |
| 17 | D    | Hussain Ali Baba     | 11 febbraio 1982 (28 anni) | 63    | Al-Shabab        |
| 18 | C    | Abdulwahab Al Safi   | 13 aprile 1987 (23 anni)   | 14    | Al-Ahli          |
| 19 | C    | Mahmood Al Ajmi      | 8 maggio 1987 (23 anni)    | 0     | Riffa            |
| 20 | A    | Abdulla Al-Dakeel    | 3 giugno 1985 (25 anni)    | 17    | Al-Muharraq      |
| 21 | P    | Ahmed Mushaima       | 13 dicembre 1982 (28 anni) | 0     | Al Ahli          |
| 22 | P    | Abbas Ahmed Khamis   | 13 giugno 1983 (27 anni)   | 10    | Al-Ahli          |
| 23 | D    | Ebrahim Al Mishkhas  | 7 luglio 1980 (30 anni)    | 14    | Al-Muharraq      |

### India
Commissario tecnico:  Bob Houghton
| N. | Pos. | Giocatore                      | Data nascita (età)          | Pres. | Squadra              |
| -- | ---- | ------------------------------ | --------------------------- | ----- | -------------------- |
| 1  | P    | Subrata Pal                    | 24 dicembre 1986 (24 anni)  | 30    | Pune                 |
| 2  | D    | Moirangthem Govin Singh        | 3 gennaio 1988 (23 anni)    | 0     | East Bengal          |
| 3  | D    | Nanjangud Shivananju Manju     | 9 maggio 1987 (23 anni)     | 22    | Mohun Bagan          |
| 4  | D    | Rakesh Masih                   | 18 marzo 1987 (23 anni)     | 1     | Mohun Bagan          |
| 5  | D    | Anwar Ali                      | 24 settembre 1984 (26 anni) | 23    | Dempo                |
| 6  | C    | Baldeep Singh Junior           | 12 gennaio 1987 (23 anni)   | 2     | JCT                  |
| 7  | C    | Naduparambil Pappachan Pradeep | 28 aprile 1983 (27 anni)    | 37    | Svincolato           |
| 8  | C    | Renedy Singh                   | 20 giugno 1979 (31 anni)    | 55    | Svincolato           |
| 9  | A    | Abhishek Yadav                 | 10 giugno 1980 (30 anni)    | 28    | Mumbai               |
| 10 | C    | Clifford Miranda               | 11 luglio 1982 (28 anni)    | 19    | Dempo                |
| 11 | A    | Sunil Chhetri                  | 3 agosto 1984 (26 anni)     | 40    | Sporting Kansas City |
| 12 | D    | Deepak Mondal                  | 13 ottobre 1979 (31 anni)   | 42    | Mohun Bagan          |
| 13 | P    | Gurpreet Singh Sadhu           | 3 febbraio 1992 (18 anni)   | 0     | AIFF XI              |
| 14 | D    | Mahesh Gawli                   | 23 gennaio 1980 (30 anni)   | 56    | Dempo                |
| 15 | A    | Baichung Bhutia (c)            | 15 dicembre 1976 (34 anni)  | 102   | East Bengal          |
| 16 | C    | Mehrajuddin Wadoo              | 12 febbraio 1984 (26 anni)  | 25    | East Bengal          |
| 17 | D    | Irungbam Surkumar Singh        | 21 marzo 1983 (27 anni)     | 44    | Mohun Bagan          |
| 18 | A    | Mohammed Rafi                  | 24 maggio 1982 (28 anni)    | 4     | Churchill Brothers   |
| 19 | D    | Gouramangi Singh               | 25 gennaio 1985 (25 anni)   | 30    | Churchill Brothers   |
| 20 | C    | Climax Lawrence                | 16 gennaio 1979 (31 anni)   | 51    | Dempo                |
| 21 | P    | Subhasish Roy Chowdhury        | 27 settembre 1986 (24 anni) | 1     | Dempo                |
| 22 | C    | Syed Rahim Nabi                | 14 dicembre 1985            | 20    | East Bengal          |
| 23 | C    | Steven Dias                    | 25 dicembre 1983 (27 anni)  | 32    | Churchill Brothers   |

## Gruppo D

### Corea del Nord
Commissario tecnico:  Jo Tong-Sop
| N. | Pos. | Giocatore        | Data nascita (età)          | Pres. | Squadra        |
| -- | ---- | ---------------- | --------------------------- | ----- | -------------- |
| 1  | P    | Ri Myong-Guk     | 9 settembre 1986 (24 anni)  | 37    | Pyongyang City |
| 2  | D    | Cha Jong-Hyok    | 25 settembre 1985 (25 anni) | 37    | Wil            |
| 3  | D    | Ri Jun-Il        | 24 agosto 1987 (23 anni)    | 30    | Sobaeksu       |
| 4  | C    | Pak Nam-Chol     | 2 luglio 1985 (25 anni)     | 35    | April 25       |
| 5  | D    | Ri Kwang-Chon    | 4 settembre 1985 (25 anni)  | 41    | April 25       |
| 6  | C    | Choe Myong-Ho    | 3 luglio 1988 (22 anni)     | 5     | Pyongyang City |
| 7  | C    | Ryang Yong-Gi    | 7 gennaio 1982 (29 anni)    | 10    | Vegalta Sendai |
| 8  | D    | Ji Yun-Nam       | 20 novembre 1976 (34 anni)  | 32    | April 25       |
| 9  | A    | Jong Tae-Se      | 2 marzo 1984 (26 anni)      | 27    | Bochum         |
| 10 | A    | Hong Yong-Jo (c) | 22 maggio 1982              | 69    | Svincolato     |
| 11 | C    | Mun In-Guk       | 29 settembre 1978 (32 anni) | 45    | April 25       |
| 12 | D    | Jon Kwang-Ik     | 5 aprile 1988 (22 anni)     | 11    | Amrokgang      |
| 13 | D    | Pak Chol-Jin     | 5 settembre 1985 (25 anni)  | 36    | Amrokgang      |
| 14 | D    | Pak Nam-Chol     | 3 ottobre 1988 (22 anni)    | 6     | Amrokgang      |
| 15 | C    | Kim Yong-Jun     | 19 luglio 1983 (27 anni)    | 86    | Pyongyang City |
| 16 | A    | Choe Kum-Chol    | 9 febbraio 1987 (23 anni)   | 18    | Rimyongsu      |
| 17 | C    | An Yong-hak      | 25 ottobre 1978 (32 anni)   | 30    | Kashiwa Reysol |
| 18 | P    | Kim Myong-Gil    | 16 ottobre 1984 (26 anni)   | 31    | Amrokgang      |
| 19 | A    | An Chol-hyok     | 27 giugno 1985 (25 anni)    | 19    | Rimyongsu      |
| 20 | D    | Ri Kwang-Hyok    | 17 agosto 1987 (23 anni)    | 5     | Kyonggongop    |
| 21 | A    | Pak Chol-Min     | 10 dicembre 1988 (22 anni)  | 8     | Rimyongsu      |
| 22 | P    | Ri Kwang-Il      | 13 aprile 1994 (16 anni)    | 0     | Sobaeksu       |
| 23 | C    | Kim Kuk-Jin      | 5 gennaio 1989 (22 anni)    | 2     | Wil            |

### Emirati Arabi Uniti
Commissario tecnico:  Srečko Katanec
| N. | Pos. | Giocatore             | Data nascita (età)          | Pres. | Squadra   |
| -- | ---- | --------------------- | --------------------------- | ----- | --------- |
| 1  | P    | Majed Nasser          | 1º aprile 1984 (26 anni)    | 53    | Al-Wasl   |
| 2  | D    | Khalid Sebil Lashkari | 22 giugno 1987 (23 anni)    | 8     | Al-Jazira |
| 3  | D    | Mohamed Ahmed         | 16 aprile 1989 (21 anni)    | 3     | Al-Shabab |
| 4  | C    | Subait Khater         | 27 febbraio 1980 (30 anni)  | 99    | Al-Jazira |
| 5  | C    | Amer Abdulrahman      | 3 luglio 1989 (21 anni)     | 6     | Baniyas   |
| 6  | D    | Faris Jumaa           | 30 dicembre 1988 (22 anni)  | 26    | Al-Ain    |
| 7  | C    | Ali Al-Wehaibi        | 27 ottobre 1983 (27 anni)   | 33    | Al-Ain    |
| 8  | D    | Hamdan Al Kamali      | 2 maggio 1989 (21 anni)     | 15    | Al-Wahda  |
| 9  | A    | Mohamed Al Shehhi     | 28 marzo 1988 (22 anni)     | 45    | Al-Wahda  |
| 10 | A    | Ismail Matar          | 7 aprile 1983 (27 anni)     | 88    | Al-Wahda  |
| 11 | A    | Ahmed Khalil          | 8 giugno 1991 (19 anni)     | 17    | Al-Ahli   |
| 12 | P    | Obaid Al Tawila       | 26 agosto 1979 (31 anni)    | 5     | Al-Ahli   |
| 13 | C    | Theyab Awana          | 8 aprile 1990 (20 anni)     | 5     | Baniyas   |
| 14 | D    | Walid Abbas           | 11 giugno 1985 (25 anni)    | 18    | Al-Shabab |
| 15 | C    | Ismail Al Hammadi     | 1º luglio 1988 (22 anni)    | 27    | Al-Ahli   |
| 16 | C    | Amer Mubarak          | 27 dicembre 1987 (23 anni)  | 32    | Al-Nasr   |
| 17 | D    | Yousif Jaber          | 25 febbraio 1985 (25 anni)  | 28    | Baniyas   |
| 18 | D    | Abdulla Al Bloushi    | 23 febbraio 1987 (23 anni)  | 3     | Al-Jazira |
| 19 | D    | Saeed Al Kass (c)     | 20 febbraio 1976 (34 anni)  | 60    | Al-Wasl   |
| 20 | A    | Saeed Al Kathiri      | 28 marzo 1988 (22 anni)     | 3     | Al-Wahda  |
| 21 | D    | Mahmoud Khamees       | 28 ottobre 1987 (23 anni)   | 0     | Al-Wahda  |
| 22 | P    | Ali Khaseif           | 9 giugno 1987 (23 anni)     | 3     | Al-Jazira |
| 23 | A    | Omar Abdulrahman      | 20 settembre 1991 (19 anni) | 3     | Al-Ain    |

### Iraq
Commissario tecnico:  Wolfgang Sidka
| N. | Pos. | Giocatore            | Data nascita (età)          | Pres. | Squadra           |
| -- | ---- | -------------------- | --------------------------- | ----- | ----------------- |
| 1  | P    | Ali Mutashar         | 7 maggio 1989 (21 anni)     | 4     | Talaba            |
| 2  | D    | Mohammed Ali Karim   | 25 giugno 1986 (24 anni)    | 23    | Al-Zawra'a        |
| 3  | D    | Bassim Abbas         | 1º luglio 1982 (28 anni)    | 70    | Konyaspor         |
| 4  | C    | Qusay Munir          | 12 aprile 1981 (29 anni)    | 60    | Qatar SC          |
| 5  | C    | Nashat Akram         | 12 settembre 1984 (26 anni) | 96    | Al-Wakrah         |
| 6  | C    | Saad Abdul-Amir      | 19 gennaio 1992 (18 anni)   | 9     | Al-Karkh          |
| 7  | A    | Emad Mohammed        | 24 giugno 1982 (28 anni)    | 89    | Shahin Bushehr    |
| 8  | C    | Samer Saeed          | 1º dicembre 1987 (23 anni)  | 20    | Al-Ahly Tripoli   |
| 9  | A    | Mustafa Karim        | 21 giugno 1987 (23 anni)    | 26    | Al-Sailiya        |
| 10 | A    | Younis Mahmoud (c)   | 2 marzo 1983 (27 anni)      | 86    | Al-Gharafa        |
| 11 | C    | Hawar Mulla Mohammed | 1º giugno 1981 (29 anni)    | 95    | Esteghlal         |
| 12 | P    | Mohammed Gassid      | 10 dicembre 1986 (24 anni)  | 30    | Arbil             |
| 13 | C    | Karrar Jassim        | 15 marzo 1987 (23 anni)     | 33    | Tractor Sazi      |
| 14 | D    | Salam Shakir         | 31 luglio 1986 (24 anni)    | 27    | Al-Khor           |
| 15 | D    | Ali Rehema           | 8 agosto 1985 (25 anni)     | 61    | Al-Wakrah         |
| 16 | D    | Samal Saeed          | 1º dicembre 1987 (23 anni)  | 32    | Al-Shorta         |
| 17 | A    | Alaa Abdul-Zahra     | 22 dicembre 1987 (23 anni)  | 27    | Persija Jakarta   |
| 18 | C    | Mahdi Karim          | 10 dicembre 1983 (27 anni)  | 83    | Arbil             |
| 19 | C    | Ahmad Ayad           | 19 gennaio 1991 (19 anni)   | 15    | Persija Jakarta   |
| 20 | C    | Muthana Khalid       | 14 giugno 1989 (21 anni)    | 10    | Al-Quwa Al-Jawiya |
| 21 | D    | Ahmad Ibrahim Khalaf | 25 febbraio 1992 (18 anni)  | 3     | Arbil             |
| 22 | P    | Haidar Raad          | 27 aprile 1991 (19 anni)    | 1     | Al-Karkh          |
| 23 | D    | Saad Attiya          | 26 febbraio 1987 (23 anni)  | 16    | Arbil             |

### Iran
Commissario tecnico:  Afshin Ghotbi
| N. | Pos. | Giocatore                | Data nascita (età)          | Pres. | Squadra      |
| -- | ---- | ------------------------ | --------------------------- | ----- | ------------ |
| 1  | P    | Mehdi Rahmati            | 2 febbraio 1983             | 56    | Sepahan      |
| 2  | D    | Khosro Heydari           | 14 settembre 1983 (27 anni) | 22    | Sepahan      |
| 3  | D    | Farshid Talebi           | 24 agosto 1981 (29 anni)    | 1     | Zob Ahan     |
| 4  | D    | Jalal Hosseini           | 3 febbraio 1982 (28 anni)   | 56    | Sepahan      |
| 5  | D    | Hadi Aghili              | 15 gennaio 1981 (29 anni)   | 49    | Sepahan      |
| 6  | C    | Javad Nekounam (c)       | 7 settembre 1980 (30 anni)  | 122   | Osasuna      |
| 7  | A    | Gholamreza Rezaei        | 6 agosto 1984 (26 anni)     | 34    | Persepolis   |
| 8  | C    | Masoud Shojaei           | 9 giugno 1984 (26 anni)     | 35    | Osasuna      |
| 9  | A    | Mohammad Reza Khalatbari | 14 settembre 1983 (27 anni) | 32    | Zob Ahan     |
| 10 | A    | Karim Ansarifard         | 3 aprile 1990 (20 anni)     | 9     | Saipa        |
| 11 | D    | Ehsan Hajsafi            | 25 febbraio 1990            | 30    | Sepahan      |
| 12 | P    | Ebrahim Mirzapour        | 16 settembre 1978 (32 anni) | 75    | Paykan       |
| 13 | D    | Mohsen Bengar            | 6 luglio 1979 (31 anni)     | 12    | Sepahan      |
| 14 | C    | Andranik Teymourian      | 6 marzo 1983 (27 anni)      | 51    | Tractor Sazi |
| 15 | C    | Ghasem Hadadifar         | 12 luglio 1983 (27 anni)    | 1     | Zob Ahan     |
| 16 | A    | Reza Norouzi             | 21 settembre 1982 (28 anni) | 0     | Foolad       |
| 17 | C    | Mohammad Nouri           | 9 gennaio 1983 (27 anni)    | 14    | Persepolis   |
| 18 | C    | Pejman Nouri             | 13 luglio 1980 (30 anni)    | 30    | Malavan      |
| 19 | A    | Mohammad Gholami         | 13 febbraio 1983 (27 anni)  | 8     | Steel Azin   |
| 20 | D    | Mohammad Nosrati         | 10 gennaio 1982 (28 anni)   | 74    | Tractor Sazi |
| 21 | A    | Arash Afshin             | 21 gennaio 1990 (20 anni)   | 0     | Foolad       |
| 22 | P    | Shahab Gordan            | 22 maggio 1984 (26 anni)    | 0     | Zob Ahan     |
| 23 | C    | Iman Mobali              | 3 novembre 1982 (28 anni)   | 56    | Esteghlal    |